# José Luis Mollaghan

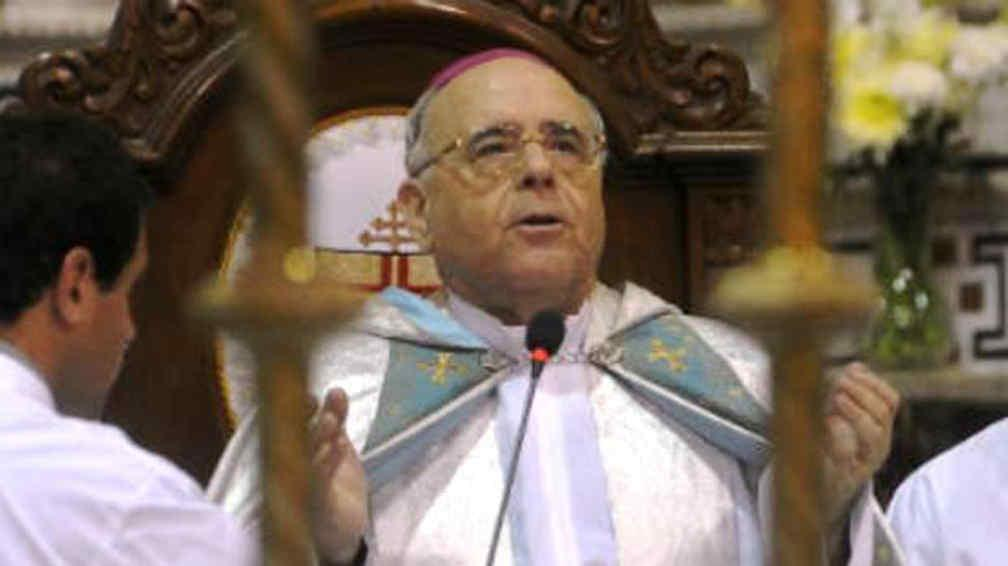
Erzbischof José Luis Mollaghan (2020)

Erzbischofswappen

José Luis Mollaghan (* 2. Mai 1946 in Buenos Aires; † 7. Juni 2025 ebenda) war Kurienerzbischof im Dikasterium für die Glaubenslehre.

## Leben
José Luis Mollaghan besuchte das Kleine Seminar und studierte Philosophie und Theologie am Priesterseminar Unbefleckte Empfängnis des Erzbistums Buenos Aires. 1967 ging er nach Rom und studierte Theologie und Kanonisches Recht an der Päpstlichen Universität Gregoriana, wor er auch zum Dr. iur. can. promoviert wurde. Er empfing am 19. März 1971 in Rom durch den Präfekten des Päpstlichen Hauses, Jacques-Paul Kardinal Martin, die Priesterweihe.
Im Erzbistum Buenos Aires war er als Jugendkaplan in der Katholischen Aktion sowie als nationaler Berater der Mütter-Liga engagiert. Nach Seelsorgetätigkeiten in den Pfarreien Santa Ana, San José de Flores und Nuestra Señora del Socorro wurde er vom Erzbischof von Buenos Aires, Juan Carlos Kardinal Aramburu, zum ersten Pfarrer der Pfarrei Madre Admirable bestellt. Zudem hatte er ab 1975 eine Professur für Kirchenrecht an der Päpstlichen Katholischen Universität von Argentinien inne.
Papst Johannes Paul II. ernannte ihn am 22. Juli 1993 zum Titularbischof von Theuzi und zum Weihbischof in Buenos Aires. Die Bischofsweihe spendete ihm der Erzbischof von Buenos Aires, Antonio Kardinal Quarracino, am 2. Oktober 1993 in der Catedral Metropolitana de Buenos Aires; Mitkonsekratoren waren Erzbischof Ubaldo Calabresi, Apostolischer Nuntius in Argentinien, und Eduardo Vicente Mirás, Weihbischof in Buenos Aires. 
José Luis Mollaghan war unter anderem Sekretär des Diözesanpriesterrates und Mitglied des Konsultorenkollegiums sowie Richter am Berufungsgericht. Er war Generalvikar wie auch Vikar für die Wirtschaft und Moderator der Metropolitankurie. In der argentinischen Bischofskonferenz war er von 1993 bis 1999 Generalsekretär sowie Mitglied in Kommission für territoriale Organisation und dem Rat der Rechtsabteilung und Wirtschaft. Als Mitglied des Vorstands und des Ständigen Ausschusses war er Delegierter des Lateinamerikanischen Bischofsrates (CELAM).
Am 17. Mai 2000 wurde er von Papst Johannes Paul II. zum Bischof von San Miguel ernannt und am 5. August 2000 in das Amt eingeführt. Papst Benedikt XVI. ernannte ihn am 22. Dezember 2005 zum Erzbischof von Rosario. Die feierliche Amtseinführung (Inthronisation) fand am 18. März 2006 statt. 
Papst Franziskus berief ihn am 19. Mai 2014 als Mitglied in die Kongregation für die Glaubenslehre und übertrug ihm die Leitung der neugegründeten Berufungskommission für Entscheidungen bei schwerwiegenden Verfehlungen (delicta graviora) von Priestern, deren Entscheidung der Glaubenskongregation vorbehalten ist. 2018 übernahm Erzbischof Charles Scicluna die Leitung der Berufungskommission. Am 29. Juli 2019 berief ihn der Papst zum stellvertretenden Mitglied derselben Berufungskommission.